# Roy Rosenzweig
Roy Alan Rosenzweig (6 de agosto de 1950 – 11 de outubro de 2007) foi um historiador americano. Foi o fundador e diretor do Centro de História e Novas Mídias da Universidade George Mason de 1994 até sua morte em outubro de 2007, em decorrência de um câncer de pulmão, aos 57 anos. Após sua morte, o centro foi renomeado para Centro Roy Rosenzweig de História e Novas Mídias em sua homenagem.

## Primeiros anos e educação
Roy Alan Rosenzweig nasceu em 6 de agosto de 1950, na cidade de Nova Iorque e foi criado em Bayside, Queens . Ele se formou no Columbia College com um Bacharelado em Artes, magna cum laude (com grandes honras), em 1971, recebendo uma bolsa para estudar história no St John's College, da Universidade de Cambridge. Em 1978, Rosenzweig obteve seu doutorado em história pela Universidade de Harvard.

## Carreira
Rosenzweig foi coautor, com Elizabeth Blackmar, de The Park and the People: A History of Central Park, ganhando vários prêmios pela obra, incluindo o Historic Preservation Book Award de 1993 e o Urban History Association Prize de 1993 de Melhor Livro sobre História Urbana da América do Norte. Ele também foi coautor (com David Thelen) de The Presence of the Past: Popular Uses of History in American Life, que ganhou prêmios do Centro de Preservação Histórica da Universidade de Mary Washington e da Associação Americana de História Estadual e Local. Ele foi coautor, com Steve Brier e Joshua Brown, do CD-ROM do Projeto de História Social Americana, Who Built America? , que ganhou o Prêmio James Harvey Robinson da Associação Histórica Americana por sua “contribuição notável ao ensino e aprendizagem da história”.
Outros livros de Rosenzweig incluem Eight Hours for What We Will: Workers and Leisure in an Industrial City, 1870–1920 e volumes editados sobre museus de história (History Museums in the United States: A Critical Assessment), história pública (Presenting the Past: Essays on History and the Public), ensino de história (Experiments in History Teaching), história oral (Government and the Arts in 1930s America) e história do tempo presente (A Companion to Post-1945 America). Em coautoria com Daniel Cohen publicou o livro sobre História digital Digital History: A Guide to Gathering, Preserving, and Presenting the Past on the Web, em 2005. Ele recebeu uma bolsa Guggenheim e deu palestras na Austrália como professor do programa Fulbright . Atuou como vice-presidente de pesquisa da Associação Histórica Americana.
Como fundador e diretor do Centro de História e Novas Mídias (CHNM), ele se envolveu em vários projetos dehistória digital, incluindo sites sobre história dos EUA, pensamento histórico, a história da Revolução Francesa, história da ciência e tecnologia, história mundial e os ataques de 11 de setembro de 2001. Todos eles estão disponíveis no site do CHNM. Seu trabalho em história digital foi reconhecido em 2003 com o Prêmio Richard W. Lyman (concedido pelo National Humanities Center e pela Fundação Rockefeller) por “conquistas notáveis no uso da tecnologia da informação para promover bolsas de estudo e ensino em humanidades”.
Em junho de 2006, ele publicou um artigo sobre aWikipédia em inglês no Journal of American History, "A história pode ser de código aberto? A Wikipédia e o futuro do passado". O artigo discute os prós e os contras de usar a Wikipédia como uma fonte histórica confiável e tenta responder a perguntas sobre a história da Wikipédia e seu impacto na escrita histórica.